# Mascate Match
Mascate Match, född 3 juni 2016, är en finländsk varmblodig travhäst som tävlade mellan 2018 och 2020. Hon sprang in 702 762 euro på 32 starter, varav 28 segrar och 2 andraplatser. Under tävlingskarriären startade hon i både Finland och Sverige, och tog sina största segrar i Finskt Travderby (2020), Kuopio Stakes (2020) och E3 (långa och korta) (2019). Hon tränades och kördes under hela tävlingskarriären av Pekka Korpi. 

## Historia
Mascate Match är uppfödd av Markku Punkarin, Punkarin Hevostalli Ky, samt Maini och Saku Mikkola. Under hösten 2015 köpte de hingsten Muscle Mass från USA, och lät honom betäcka stoet Captivation. Den 3 juni 2016 föddes det bruna stoet Mascate Match.
Under 2019 och 2020 var Mascate Match den mest vinstrika hästen från Finland, då hon sprungit in 370 259 euro (2019) och 326 003 euro (2020).
Hon är ett av sju ston som lyckats med bedriften att segra i både långa och korta E3. (Mascate Match 2019, Tamla Celeber 2010, Needles'n Pins 2004, Giant Diablo 2003, Rae Boko 2002, Monkey Ride 1999, Montana Chill 1998).
Mascate Match, även känd under smeknamnet "Massi" ägs av ägargruppen Massi Stable, som förvärvade hästen i slutet av 2020 från auktionen i slutet av Raviliiga, liknande det svenska Rikstravet. Då en skada upptäckts på Mascate Match, bestämde ägarna att Mascate Match får avsluta sin tävlingskarriär, för att istället vara verksam som avelssto. Mascate Match inseminerades först i april 2021.

## Statistik

### Rekord
| Distans | Tid    | Datum            | Bana     | Lopp                                   | Kusk        |
| ------- | ------ | ---------------- | -------- | -------------------------------------- | ----------- |
| 1 609 m | 1.10,0 | 19 juli 2020     | Mikkeli  | Eugen Pylvänäinens minneslopp          | Pekka Korpi |
| 2 140 m | 1.12,1 | 25 oktober 2020  | Solvalla | Breeders Crown semifinal, 4-åriga ston | Pekka Korpi |
| 2 620 m | 1.13,4 | 5 september 2020 | Vermo    | Finskt Travderby                       | Pekka Korpi |

### Större segrar
| År   | Lopp                          | Kusk            | Vinstsumma  |
| ---- | ----------------------------- | --------------- | ----------- |
| 2019 | Seppeleajo                    | Pekka Korpi     | 11 000 EUR  |
| 2019 | E3 (långa)                    | Pekka Korpi     | 97 500 EUR  |
| 2019 | E3 (korta)                    | Pekka Korpi     | 97 500 EUR  |
| 2019 | Breeders' Crown, 3-åriga ston | Antti Teivainen | 30 000 EUR  |
| 2019 | Uudenmaan upein               | Antti Teivainen | 15 000 EUR  |
| 2020 | Kuopio Stakes                 | Antti Teivainen | 36 000 EUR  |
| 2020 | Suur-Hollolan Best Princess   | Pekka Korpi     | 10 000 EUR  |
| 2020 | Eugen Pylvänäinens minneslopp | Pekka Korpi     | 10 000 EUR  |
| 2020 | Finskt Travderby              | Pekka Korpi     | 150 000 EUR |
| 2020 | Villinmiehen Tammakilpa       | Pekka Korpi     | 52 500 EUR  |
| 2020 | Derbyn Tammachampion          | Pekka Korpi     | 10 000 EUR  |

## Stamtavla
| Efter Muscle Mass | Muscles Yankee      | Valley Victory  | Baltic Speed     |
| Efter Muscle Mass | Muscles Yankee      | Valley Victory  | Valley Victoria  |
| Efter Muscle Mass | Muscles Yankee      | Maiden Yankee   | Speedy Crown     |
| Efter Muscle Mass | Muscles Yankee      | Maiden Yankee   | Wistful Yankee   |
| Efter Muscle Mass | Graceful Touch U.S. | Pine Chip       | Arndon           |
| Efter Muscle Mass | Graceful Touch U.S. | Pine Chip       | Pine of Speed    |
| Efter Muscle Mass | Graceful Touch U.S. | Act Of Grace    | Valley Victory   |
| Efter Muscle Mass | Graceful Touch U.S. | Act Of Grace    | Keystone Profile |
| Undan Captivation | Cantab Hall         | Self Possessed  | Victory Dream    |
| Undan Captivation | Cantab Hall         | Self Possessed  | Feeling Great    |
| Undan Captivation | Cantab Hall         | Canland Hall    | Garland Lobell   |
| Undan Captivation | Cantab Hall         | Canland Hall    | Canne Angus      |
| Undan Captivation | Flirtin Miss        | Malabar Man     | Supergill        |
| Undan Captivation | Flirtin Miss        | Malabar Man     | Lady Love Mcbur  |
| Undan Captivation | Flirtin Miss        | Flirtin Victory | Valley Victory   |
| Undan Captivation | Flirtin Miss        | Flirtin Victory | Miss Flirt       |